# Austin Powers: Hemlig internationell agent
Austin Powers: Hemlig Internationell agent (originaltitel: Austin Powers: International Man of Mystery) är en amerikansk action-komedi från 1997, regisserad av Jay Roach med Mike Myers i huvudrollen. Filmen, som parodierar spion- och agentfilmer i allmänhet och filmerna om James Bond i synnerhet, hade Sverigepremiär den 10 april 1998.
Under åren efter utgivningen av Austin Powers in Goldmember (2002) har Myers diskuterat möjligheten till en fjärde film.

## Handling
Den fruktansvärde superskurken Dr. Evil flyr 1967 i en rymdfarkost och fryser ner sig själv i en fryskammare inuti rymdfarkosten, för att återvända och ta makten över hela världen i framtiden. Den hemlige superagenten Austin Powers anser sig själv tvungen att också frysa ner sig för att ge Dr. Evil en utmaning då han en dag dyker upp igen.
Dr. Evil återvänder 1997 och den brittiska regeringens försvarsministerium väcker upp Austin Powers igen. Austin Powers måste rädda världen, men också anpassa sig till samtidens politiska korrekthet.

## Rollista
| Mike Myers        | – Austin Powers / Dr. Evil   |
| Elizabeth Hurley  | – Vanessa Kensington         |
| Michael York      | – Basil Exposition           |
| Mimi Rogers       | – Mrs. Kensington            |
| Robert Wagner     | – Number Two                 |
| Seth Green        | – Scott Evil                 |
| Fabiana Udenio    | – Alotta Fagina              |
| Mindy Sterling    | – Frau Farbissina            |
| Charles Napier    | – kommendör Gilmour          |
| Will Ferrell      | – Mustafa                    |
| Elya Baskin       | – general Borschevsky        |
| Brian George      | – sekreterare                |
| Burt Bacharach    | – sig själv                  |
| Tom Arnold        | – Cowboy                     |
| Lois Chiles       | – fru till krossad hejduk    |
| Carrie Fisher     | – terapeut                   |
| Susanna Hoffs     | – Ming Tea                   |
| Rob Lowe          | – vän till halshuggen hejduk |
| Cheri Oteri       | – flygvärdinna               |
| Priscilla Presley | – Cameo                      |
| Christian Slater  | – hypnotiserad säkerhetsvakt |

## Produktion
Myers ville att Jim Carrey skulle spela Dr. Evil, eftersom hans ursprungliga plan inte var att spela flera karaktärer i serien. Carrey var intresserad av rollen, men var tvungen att avvisa rollen på grund av schemaläggningskonflikter med Liar Liar. Myers uppskattade att 30–40% av filmen var improviserad.

## Om filmen
- Mike Myers ska ha fått en skiva med Burt Bacharach och när han lyssnade kom han på karaktären Austin Powers.
- Filmen har fått två uppföljare, som kom ut parallellt med James Bondfilmerna Världen räcker inte till och Die Another Day. Dessa uppföljare heter Austin Powers: The spy who shagged me och Austin Powers in Goldmember.